# Рингач (річка)
Ринга́ч — річка в Україні, у межах Хотинського та Новоселицького району Чернівецької області. Ліва притока Пруту (басейн Дунаю).

## Опис
Довжина Рингачу 42 км, площа басейну 197 км². Долина V-подібна, завширшки до 2,2 км. Заплава двостороння, чергується по берегах, завширшки від 20 до 90 м. Річище помірно звивисте, завширшки від 1—2 м (у верхній течії) до 5—6 м (у пониззі). Похил річки 2,8 м/км. У нижній течії є ставки.

## Розташування
Бере початок на південних схилах Хотинської височини, на північний захід від села Шилівців. Тече переважно на південний схід (місцями на південь), впадає у Прут на південно-східній околиці села Тарасівців, що на схід від міста Новоселиці.
Основні притока: Данівка, Риг (ліві).
Над річкою розташовані населені пункти: Шилівці, Санківці, Рингач, Маршинці, Тарасівці.
- У верхів'ях річки розташована ботанічна пам'ятка природи — Шилівський ліс.